# Iwan Nikolajewitsch Neprjajew
Iwan Nikolajewitsch Neprjajew (russisch Иван Николаевич Непряев; * 4. Februar 1982 in Jaroslawl, Russische SFSR) ist ein russischer Eishockeyspieler, der zuletzt beim HK Awangard Omsk in der Kontinentalen Hockey-Liga unter Vertrag stand.

## Karriere
Iwan Neprjajew begann seine aktive Laufbahn im Jahr 2000 beim russischen Erstligisten Lokomotive Jaroslawl. Beim NHL Entry Draft 2000 hatten ihn die Washington Capitals in der fünften Runde an der 163. Stelle ausgewählt, für die er aber nie spielte.
2002 und 2003 wurde er mit Jaroslawl Russischer Meister. Zudem belegte er mit seinem Team beim IIHF Continental Cup 2002/03 den zweiten Platz. 2005 erreichte Jaroslawl den dritten Rang in der russischen Meisterschaft, bevor es 2008 russischer Vizemeister wurde. Nach diesem Erfolg wechselte Neprjajew nach acht Spielzeiten in seiner Geburtsstadt zum HK Dynamo Moskau, für den er bis 2010 in der Kontinentalen Hockey-Liga spielte.
Die Saison 2010/11 verbrachte er beim Atlant Mytischtschi, nachdem der HK Dynamo Moskau im Sommer 2010 mit dem HK MWD Balaschicha fusioniert hatte. Mit Atlant erreichte er das Playoff-Finale der KHL. Nach diesem Erfolg wurde Neprjajew im Juni 2011 vom SKA Sankt Petersburg für zwei Jahre verpflichtet. Nachdem er in der Saison 2011/12 29 Scorerpunkte gesammelt hatte, kam er in der folgenden Spielzeit nur noch auf 9 Scorerpunkte aus 52 Partien. Daher wurde sein Vertrag nicht verlängert und Neprjajew wechselte zum HK ZSKA Moskau, für den er 43 KHL-Partien absolvierte, aber dabei nur 5 Scorerpunkte sammelte. Daher verließ er den ZSKA und wurde im Juli 2014 vom HK Awangard Omsk verpflichtet.

### International
Iwan Neprjajew spielte für die russische Nationalmannschaft bei den Olympischen Winterspielen 2006 sowie bei den Weltmeisterschaften 2005 und 2007, wo er jeweils die Bronzemedaille gewann.

## Erfolge und Auszeichnungen
- 2002 Russischer Meister mit Lokomotive Jaroslawl
- 2003 Russischer Meister mit Lokomotive Jaroslawl
- 2003 2. Platz beim IIHF Continental Cup
- 2008 Russischer Vizemeister mit Lokomotive Jaroslawl
- 2008 Spengler-Cup-Gewinn mit dem HK Dynamo Moskau

### International
- 2002 Goldmedaille bei der U20-Junioren-Weltmeisterschaft
- 2005 Bronzemedaille bei der Weltmeisterschaft
- 2007 Bronzemedaille bei der Weltmeisterschaft

## KHL-Statistik
(Stand: Ende der Saison 2013/14)